# Теодор Бурада
Теодор (Федір) Бурада (рум. Teodor Burada; 3 жовтня 1839 – 17 лютого 1923) – румунський археолог, фольклорист, етнограф, музикознавець та член Румунської академії (обраний у 1878 році). 
У 1884 році виявив фрагменти гончарних та теракотових фігурок поблизу села Кукутень, (Ясський повіт), що призвело до відкриття трипільської культури.  
Багато подорожував Східною Європою та збирав фольклорний матеріал, (особливо серед румунських громад) . Ряд праць присвячено опису румунських народних обрядів та їх музичного оформлення. У численних роботах висвітлював проблеми музичного минулого і сьогодення своєї країни .  
Основоположник румунського історичного музикознавства та лексикографії.   

## Творчість
Бурада грав на скрипці, навчаючись у Ясській консерваторії (1855–1860) та Паризькій вищій консерваторії музики й танцю (1861–1865). Також, був редактором музичного дикціонера (1862–1875) – першого румунського музичного словника. Концертував скрипалем в Румунії та за кордоном (1862–1909). Викладав сольфеджіо та гру на скрипці в Ясській консерваторії (1898–1903).   